# Henrik Zilliacus
Johan Henrik Zilliacus, gebräuchlicher Name Henrik Zilliacus, (geboren am 23. Januar 1908 in Helsinki; gestorben am 9. Januar 1992 ebenda) war ein finnischer Klassischer Philologe, Papyrologe und Epigraphiker.
Der Finnlandschwede Henrik Zilliacus war der Sohn des Poeten, Schriftstellers und Literaturwissenschaftlers Emil Zilliacus. Im Jahr 1936 wurde er an der Universität Helsinki mit der Arbeit Zum Kampf der Weltsprachen im oströmischen Reich promoviert. Von 1939 bis 1944 arbeitete er zunächst als Lehrer, bevor er 1944 dem Ruf auf den Lehrstuhl für Griechische Literatur der Universität Helsinki folgte. Hier lehrte er bis zu seiner Emeritierung 1974. Von 1956 bis 1959 war er als Nachfolger des Gründungsdirektors Torsten Steinby Direktor des Institutum Romanum Finlandiae in Rom. 
Zilliacus war ein ausgewiesener Kenner der Mittelgriechischen Sprache und verband in seinen Forschungen Methoden der Geschichtswissenschaften mit jenen der Soziolinguistik. Zugleich war er bewandert in altgriechischer und lateinischer Literatur und Alter Geschichte. In seinen Schriften machte er altertumswissenschaftliche Forschungen einem breiten Publikum zugänglich, etwa mit seinem Buch Nya vägar till antiken. Papyrusfynd och papyrusforskning (etwa „Neue Wege in die Antike. Papyrusfunde und Papyrusforschung“). In seiner Lehre prägte er entscheidend die erste Nachkriegsgeneration der finnischen Altertumswissenschaftler.

## Schriften (Auswahl)
Bis 1967 siehe Heikki Solin: Bibliographie von Henrik Zilliacus. In: Arctos. Acta philologica Fennica NS 5, 1967, S. 177–182.
- Zum Kampf der Weltsprachen im oströmischen Reich. Helsinki 1935.
- Vierzehn Berliner griechische Papyri. Urkunden und Briefe. Helsinki 1941.
- Zur Sprache griechischer Familienbriefe des III Jahrhunderts n.Chr. (P. Michigan 214–221). Helsinki 1943.
- Nya vägar till antiken. Papyrusfynd och papyrusforskning. Söderström, Helsinki 1948 (finnisch: Papyrustutkimus. Helsinki 1974).
- Late Byzantine Land-Leases from Hermopolis. Helsinki 1947.
- Untersuchungen zu den abstrakten Anredeformen und Höflichkeitstiteln im Griechischen. Helsingfors Centraltryckeri, Helsinki 1949.
- Thukydides. Natur och kultur, Stockholm 1952.
- Selbstgefühl und Servilität. Studien zum unregelmässigen Numerusgebrauch im Griechischen. Helsinki 1953.
- Zur Abundanz der spätgriechischen Gebrauchssprache. Societas Scientiarum Fennica, Helsinki 1967.
- Rooma, piirtokirjoitusten kaupunki. Gaudeamus, Helsinki 1982.